# Pelješac

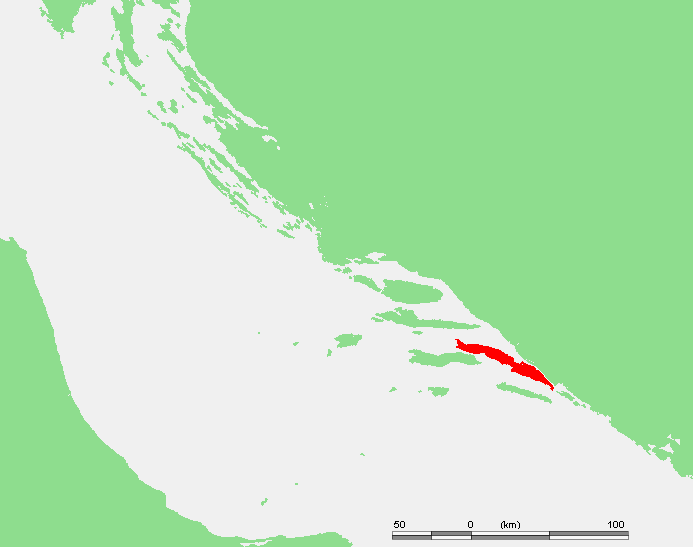
Pelješac sur la côte croate

Pelješac (en tchakavien, Pelišac, en italien, Sabbioncello) est une péninsule du sud de la Croatie, dans le comitat de Dubrovnik-Neretva. Elle fait à peu près 70 km de long et est reliée par un isthme à Ston. Le détroit de Pelješac est situé à son autre extrémité, et sépare la péninsule de l'île de Korčula. Pelješac est reliée à la terre par le pont de Pelješac depuis fin juillet 2021.

## Villes principales
Administrativement la péninsule est divisée entre les municipalités suivante :
- Orebić dans la partie ouest, avec 4 165 habitants (2001) ;
- Trpanj dans le nord, avec 871 habitants ;
- Janjina dans le centre, 593 habitants ;
- Ston à l'est, avec 2 605 habitants.